# 今村正実
今村 正実（いまむら まさざね）は、戦国時代の武将。遠江国引佐郡井伊谷の人。

## 人物
井伊直満の家老。藤七郎。勝間田姓から今村姓に変える。井伊直親を匿った。南渓瑞聞と話し合って直親を信濃国松源寺へ逃させた。この寺に10年間留まって直親を扶育した。この時期松源寺や松岡城主の松岡貞利に二人が保護されていた。

## 登場作品
- おんな城主 直虎（2017年、NHK大河ドラマ） - 演：芹澤興人